# Maria Magdalena van Beethoven

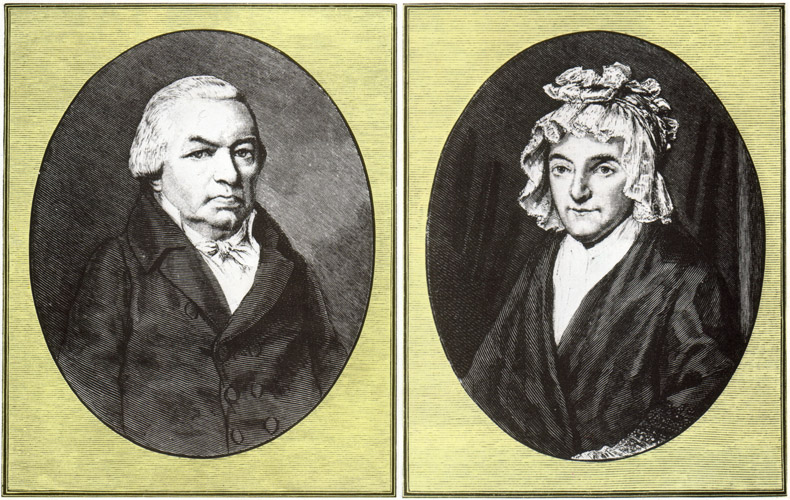
Johann van Beethoven y su esposa Maria Magdalena Keverich.

Maria Magdalena Keverich van Beethoven (Ehrenbreitstein, 19 de diciembre de 1746–Bonn, 17 de julio de 1787) fue madre del compositor Ludwig van Beethoven.

## Biografía
Maria Magdalena Keverich nació en el entonces Sacro Imperio Romano Germánico. Su padre Johann Heinrich Keverich (1701–1759) trabajaba de cocinero en un castillo real para el electorado de Tréveris. La joven Maria Magdalena conoció de esa manera a un funcionario de Tréveris, el señor Johann Leym, con quien se casó en primeras nupcias. El funcionario murió al poco tiempo, cuando Maria tenía 18 años.
Meses después, un primo de ella que dirigía la orquesta sinfónica de una de las cortes de Bonn la invitó a la ciudad, y fue así como ella conoció a Johann van Beethoven, un tenor de 26 años en la orquesta, con él se casó en segundas nupcias el 12 de noviembre de 1767. En 1770 nace su segundogénito, Ludwig van Beethoven.
Cuando el joven Beethoven viajó por primera vez a Viena, la madre sufrió de diarrea y su padre le escribió por carta que regrese a Bonn de inmediato. Falleció el 17 de julio de 1787 y fue enterrada en el antiguo cementerio de Bonn. Su casa fue declarada monumento en 1975 y conserva buena parte del mobiliario de Maria Magdalena.